# Francisco Carrillo
Francisco Javier Carrillo (nacido en Maracay, Aragua, Venezuela, el 15 de marzo de 1990) es un  pelotero, lanzador de béisbol profesional de La Liga Venezolana de Béisbol Profesional para Los Leones del Caracas

## Carrera como beisbolista
Durante esta época de la temporada los equipos que conforman la Liga Venezolana de Béisbol Profesional suelen colocar en su roster una buena cantidad de peloteros jóvenes, con poca o ninguna experiencia en el circuito. Sin embargo, esa tendencia se cumple a medias en el caso del relevista de los Leones del Caracas, Francisco Carrillo, quien si bien está en su primera zafra en la LVBP, posee 27 años de edad y buen recorrido en Estados Unidos.
Carrillo jugó desde 2012 hasta 2015 en las granjas de los Cachorros de Chicago. 

### 2016
Luego, desde 2016 consiguió contrato en las Ligas del Atlántico y la Frontera, ambas independientes. En total acumula 273.2 entradas con marca de JG 17-25 JP, efectividad de 2.63 y 22 SV.

### 2017
El 12 de octubre de 2017, Francisco Carrillo es asignado a los Leones del Caracas de la Liga Venezolana de Béisbol Profesional para la temporada 2017-2018. La oportunidad de lanzar en la LVBP había sido esquiva para Carrillo durante sus primeros años dentro de la pelota, pero este año cumplió con su objetivo.
La primera oportunidad de rescate que tuvo Carrillo en la temporada fue una situación de apremio ya que fue en condición de visitante en Barquisimeto, contra Cardenales de Lara y en el inning 12. 
A pesar de su edad, el debutante espera tener varios años como lanzador en la LVBP. Jugó 19 partidos De los cuales cerro 8 partido, dejando un registro de 0 ganado y 0 perdidos, con un efectividad de 2.14, permitiendo 17 Hit, 6 carreras, 1 jonrón, 7 bases por bolas, ponchó a 10 en 21 entradas.

### 2018
El 13 de octubre de 2018, Francisco Carrillo es asignado a los Leones del Caracas de la Liga Venezolana de Béisbol Profesional para la temporada 2018-2019. Jugó 30 partidos de los cuales cerro 2 partido, dejando un registro de 5 ganados y 0 perdidos, con un efectividad de 1.35, permitiendo 34 Hit, 8 carreras, 1 jonrón, 11 bases por bolas, ponchó a 24 en 40 entradas.